# AC Horsens
AC Horsens este un club de fotbal din Horsens, Danemarca.